# 扎波維特內 (海尼切斯克區)
46°45′43″N 34°10′19″E / 46.76194°N 34.17194°E
扎波維特內（烏克蘭語：Заповітне）是位於烏克蘭南部的村莊，由赫爾松州海尼切斯克區的下錫羅霍濟市鎮負責管轄。該村始建於1927年，面積27.3平方公里，海拔高度45米，2001年人口238，人口密度每平方公里8.7人。